# Christian Papke (Regisseur)
Christian Papke (* 1974 in Basel) ist ein deutscher Regisseur und Dramaturg.

## Leben
Christian Papke wuchs auf in München, Darmstadt und Rio de Janeiro. Seine Ausbildung in Theater-, Film- und Medienwissenschaft, Germanistik, Philosophie und Betriebswirtschaft erhielt er in Wien und Paris. Nach seiner Promotion gründete Papke 2002 die freie Gruppe mooncraver. Mit ihr erarbeitete er bis 2005, vornehmlich mit Jugendlichen, Laiendarstellern und Profischauspielern gemeinsam neue Stücke auf Basis literarischer Vorlagen. In den Jahren 2003–2010 folgte die Organisation und Umsetzung von rund 150 Konzerten und Lesungen im Sozialbereich für Altersheime, Gefängnisse und weitere Sozialinstitutionen.
2005 ging Papke als Regieassistent an das Schauspielhaus Bochum. 2006 wurde er in die internationale Schriftstellervereinigung des Österreichischen P.E.N. Clubs gewählt und war von 2007 bis 2011 auch in dessen Vorstand. Seit 2006 arbeitet er vermehrt auch in Osteuropa, sowohl als Regisseur als auch für das österreichische Außenministerium als Projektleiter des von ihm 2005 initiierten Projekts Talking About Borders, in dessen Rahmen jährlich einer der wichtigsten Dramatikerpreise Osteuropas vergeben wird. Die Siegerstücke kommen (seit der Spielzeit 2014/2015) am Staatstheater Nürnberg zur Aufführung. 2019 richtet das Theater Regensburg eine Uraufführung aus. 2014 bis 2017 war Papke fix am Staatstheater Nürnberg beschäftigt. Seit Herbst 2017 arbeitet er dort noch als künstlerischer Berater.
Ab 2013 war Papke Moderator und sendeverantwortlicher Redakteur der Kultursendung Bühne Europa auf ARD-alpha, welche vom ORF produziert wurde. Seit dieser Zeit macht Papke (PapkeFilm) Dokumentarfilme, die u. a. auf dem Kultur- und Informationskanal ORF III zur Ausstrahlung kommen.
Seit 2001 ist Papke als freier Regisseur und Dramaturg tätig. Eigene Arbeiten, Lesungen, Inszenierungen brachte er unter anderem am Volkstheater Wien, Wiener Metropol, am Wiener Jazzclub Porgy & Bess, Landestheater Niederösterreich, Schauspielhaus Graz, Schauspielhaus Nürnberg, Wiener Konzerthaus, Wiener Burgtheater (Vestibül), ORF Radiokulturhaus Wien, Hamburger Thalia Theater, Badisches Staatstheater Karlsruhe, der Leipziger Buchmesse, beim Internationalen Theaterfestival BITEF, dem internationalen Theaterfestival MESS in Sarajevo, dem Nationaltheater Tirana, der Staatsoper Tirana, dem Nationaltheater Temeswar und in Israel zur Aufführung.
In Bosnien gewann 2009 Papkes Inszenierung I don‘t like Mondays mit einem ethnisch gemischten Ensemble aus Serben, Kroaten und Bosniaken dreier Religionszugehörigkeiten als eines der ersten Stücke über den Balkan-Krieg nach dem Krieg im Rahmen des internationalen Festivals MESS den Preis für das beste Bühnenraumkonzept (Bühne: Alois Gallé). In Rumänien wurde 2012 Papkes Inszenierung von Vor dem Ruhestand zu dem wichtigsten nationalen Theaterfestival nach Bukarest eingeladen. Papkes Inszenierung von Agnes lief 2018 am Badischen Staatstheater Karlsruhe zum 175. Mal:
2006–2013 war Papke Herausgeber von sieben Publikationen der einmal jährlich erscheinenden Reihe Culture Matters im Verlag des österreichischen Bundesministeriums für europäische und internationale Angelegenheiten.

## Theater- und Opernregie (Auswahl)
- 2017 Blackbox 149 von Rosemary Johns. Europäische Erstaufführung am Staatstheater Nürnberg.[7]
- 2016 Die Nacht der Geheimnisse; Doppelabend mit La notte di un nevrastenico (Nino Rota) und Susannens Geheimnis (Wolf-Ferrari). Gerhart-Hauptmann-Theater[8]
- 2016 L'elisir d'amore von Gaetano Donizetti am Gerhart-Hauptmann-Theater.[9]
- 2015 Ungefähr Gleich von Jonas Khemiri am Staatstheater Nürnberg.[10]
- 2015 Der Theatermacher von Thomas Bernhard, Rustavelli-Theater in Tiflis.[11]
- 2014 Indianer von Oliver Bukowski. Uraufführung am Gerhart-Hauptmann-Theater Görlitz[12]
- 2013 Don Giovanni von Wolfgang Amadeus Mozart an der Staatsoper Tirana.[13]
- 2012 Agnes von Christian Papke, nach dem Roman von Peter Stamm, am Badischen Staatstheater Karlsruhe.[14]
- 2012 Vor dem Ruhestand von Thomas Bernhard Nationaltheater Temeswar[15]
- 2010 Die lustige Witwe von Franz Lehár, Staatsoper Tirana.
- 2009 I don’t like Mondays von Zlatko Topčić am Kamerni 55 in Sarajewo.[16]
- 2009 Die Macht der Gewohnheit von Thomas Bernhard am Nationaltheater Tirana von Yannik Gent am Wiener Metropol.
- 2007 Der große Feierabend von Emilia Andrejevic am Theater Atelje 212 in Belgrad.[17]

## Hörspiele und Hörbücher
- Hörbuch Mama, jetzt nicht, Hörbuch Hamburg, 2011.
- Hörbuch Das Buch ohne Gnade (Anonymus), Lübbe Audio, 2011.[18]
- Hörbuch Das Buch ohne Staben (Anonymus), Lübbe Audio, 2010.[19]
- Hörbuch Das Buch ohne Namen (Anonymus), Lübbe Audio, 2009.[20]
- Hörbuch Weißer Oleander (Janet Fitch), Lübbe Audio, 2009.[21]
- Hörspiel Wallenstein (Friedrich Schiller), Lübbe Audio, 2009.[22]
- Hörspiel Der arme Spielmann (Franz Grillparzer), Lübbe Audio, 2008.[23]
- Hörbuch Dir zur Feier (Rainer Maria Rilke).[24][25]
- sch*nee, Universal Music, 2004.[26]

## Dramaturgie (Auswahl)
- 2015: 40 Stunden Lesung Die 40 Tage des Musa Dagh von Franz Werfel am Staatstheater Nürnberg
- 2012: Agnes von Peter Stamm für das Badische Staatstheater Karlsruhe
- 2012: Der beste Ehemann von allen über die Beziehung von Ephraim Kishon zu seinem Übersetzer Friedrich Torberg
- 2007: Briefe an eine Geliebte über die Liebesbeziehung von Constanze Esmarch zu Theodor Storm
- 2004: Dir zur Feier über Rainer Maria Rilke

## Filmregie und Produktion
- 2019 Bergbauernleben im Pongau – Von Wagrain bis Kleinarl (Dokumentation).[27][28]
- 2019 Habsburg und die Alpen – Teil 2 (Dokumentation).[29][30]
- 2019 Habsburg und die Alpen – Teil 1 (Dokumentation).[31][32][33]
- 2019 Steiermarks fleißigste Blumengärtner (Dokumentation).[34][35]
- 2019 Das Haller Radieschenfest (Dokumentation).[36]
- 2019 Winterzauber in den Alpen – Von Filzmoos bis Achensee (Dokumentation).[37][38]
- 2018 Das musste jemandem einfallen – Erfindungen aus Österreich (Dokumentation).[39]
- 2018 Vergelt's Gott – Erntedank im Gebirge und auf Erden (Dokumentation).[40]
- 2018 Das Mondseeland – Lebensraum, Mythos, Idyll (Dokumentation).[41][42]
- 2018 Florianitag – Das Fest der Feuerwehren (Dokumentation).[43][44]
- 2018 Winterfreuden (Dokumentation).[45][46][47][48]
- 2017 Österreich – Evangelisches Land (Dokumentation).[49][50][51][52]
- 2017 Kultort Wörthersee (Dokumentation).[53][54][55]
- 2017: Glanz der Historie – Traditionshotels in Österreich (Dokumentation).[56][57]
- 2016: Pilgerwege – Pfade der Begegnung (Dokumentation).[58][59][60][61][62]
- 2015 Armenien – Der Schatten langer Weg (Dokumentation).[63][64]
- 2015 Armenien – Schicksal eines Volkes (Dokumentation).[65]
- 2014 Georgien – Energie der Freiheit.[66]
- 2013 Der georgische Traum – Präsident Giorgi Margvelashvili im Gespräch.[67]
- 2013 Don Giovanni – Der bestrafte Wüstling in Albanien.[68]
- 2013 Agnes – Tagebuch einer Theaterinszenierung.[69]

## Festivalleitungen (Künstlerischer Leiter)
- 2018: Talking About Borders – 4. Festival am Staatstheater Nürnberg
- 2017: Talking About Borders – 3. Festival am Staatstheater Nürnberg
- 2016: Talking About Borders – 2. Festival am Staatstheater Nürnberg
- 2015: Talking About Borders – 1. Festival am Staatstheater Nürnberg
- 2015: Vergissmeinnich – „Festival zur Gegenwart Armeniens“ am Badischen Staatstheater Karlsruhe[70]

## Lehrtätigkeiten
- 2018: Inszenierung des Festivals zeitgenössischer Musik der Hochschule Nürnberg mit teilnehmenden Studierenden
- 2015–2017: Lehrbeauftragter im Bereich Dramaturgie an der Hochschule für Musik und Theater Hamburg. Daneben verschiedene Meisterklassen in Osteuropa.

## Auszeichnungen
Für seinen Beitrag zur Entwicklung der bulgarisch-österreichischen kulturellen Beziehungen und zur Popularisierung der bulgarischen Kunst und Kultur wurde Papke im Mai 2012 vom Kulturministerium des Landes Bulgarien ausgezeichnet. 2016 wurde Papke von der Staatsuniversität Jerewan mit ihrer höchsten Auszeichnung in Gold für seine internationale und interkulturelle Vermittlungsarbeit ausgezeichnet.